# L'Attak de Trois-Rivières
Trois-Rivières Attak je kanadski nogometni klub iz grada Lavala u pokrajini Quebec.
Igra u CSL-u, u "Nacionalnoj diviziji" ("National Division").
Svoje utakmice igra na stadionu "UQTR".
Klupska misija je razvitak nogometa u regiji Mauricie i Quebecu.

## Vanjske poveznice
- Službene stranice  Arhivirana inačica izvorne stranice od 29. rujna 2007. (Wayback Machine)